# El Progreso, Cacahoatán
El Progreso är en ort i Mexiko.   Den ligger i kommunen Cacahoatán och delstaten Chiapas, i den sydöstra delen av landet, 900 km sydost om huvudstaden Mexico City. El Progreso ligger 934 meter över havet och antalet invånare är 724.
Terrängen runt El Progreso är kuperad åt sydväst, men åt nordost är den bergig. Runt El Progreso är det ganska tätbefolkat, med 179 invånare per kvadratkilometer. Närmaste större samhälle är Cacahoatán, 11,1 km söder om El Progreso. I omgivningarna runt El Progreso växer i huvudsak städsegrön lövskog.